# سلستین دلمر
آنری سلستین دلمر (انگلیسی: Henri Célestin Delmer؛ ۱۵ فوریهٔ ۱۹۰۷ – ۲ مارس ۱۹۹۶) یک بازیکن فوتبال اهل فرانسه بود.